# Brestnik
Brestnik (bulgariska: Брестник) är ett distrikt i Bulgarien.   Det ligger i kommunen obsjtina Rodopi och regionen Plovdiv, i den centrala delen av landet, 140 km sydost om huvudstaden Sofia.
I omgivningarna runt Brestnik växer i huvudsak blandskog. Runt Brestnik är det ganska tätbefolkat, med 104 invånare per kvadratkilometer.